# Équipe d'Algérie de football en 2012
Maillots
Actualités
Cet article traite de l'année 2012 de l'équipe d'Algérie de football.

## Déroulement de la saison

### Résumé de la saison
Le 14 février 2012, Vahid Halilhodžić convoque 23 joueurs pour le match contre les Gambiens mais Sans Ziani, Ghezzal, Djebbour, Belhadj, Soudani, Bouchouk, Zemmamouche et Hachoud. Il sélectionne tout de même 2 nouveaux joueurs dans l'équipe : Cadamuro et Chalali.
Le 20 février 2012, à la suite du forfait de Hassan Yebda, l'entraineur décide d'appeler Abdelkader Ghezzal.
Le 24 février 2012, c'est Mohamed Meftah qui se blesse à la cheville contractée et qui déclare forfait.
Le 29 février 2012, l'équipe d'Algérie gagne son premier match contre l'Équipe de Gambie sur un score de 2 à 1 sur des buts de Anthar Yahia et Sofiane Feghouli.
Le 11 avril 2012, la FAF annonce qu'elle a signé un contrat de sponsor d'un an et d'un an de renouvellement avec la marque LG Electronics.
Le 1er mai 2012, le capitaine de l'Équipe d'Algérie Anthar Yahia annonce qu'il prend sa retraite international puis le 3 mai 2012 c'est au tour de Karim Matmour qui annonce qu'il prend sa retraite international, et enfin le 4 mai 2012 Nadir Belhadj annonce qu'il prend sa retraite.
Le 12 mai 2012, Vahid Halilhodžić convoque 29 joueurs pour les qualifications de la CAN et de la Coupe du monde, les joueurs qui ont été convoqués seront en stages du 21 mai au 16 juin à Sidi Moussa.
Le 16 mai 2012 Faouzi Chaouchi et Djameleddine Benlamri sont libérés pour blessures.
Le 26 mai 2012, l'équipe d'Algérie gagne 3 à 0 contre l'équipe du Niger grâce à des buts de Adlène Guedioura, de Rafik Djebbour et El Arbi Hillel Soudani.
L'Algérie n'avait plus mis autant de buts depuis le 14 janvier 2010, c'était face à Côte d'Ivoire en demi-finale de la CAN 2010.
Le 2 juin 2012 l'équipe d'Algérie gagne 4 à 0 contre l'équipe du Rwanda grâce à des buts de El Arbi Hillel Soudani sur un doublé, de Sofiane Feghouli et de Islam Slimani.
Grâce à cette victoire l'équipe d'Algérie prend la première place du Groupe H.
Le 10 juin 2012 Vahid Halilhodžić connait sa première défaite en éliminatoire de la Coupe du monde 2014 face au Mali ce qui relègue l'équipe d'Algérie à la seconde place du Groupe H.
Le 15 juin 2012 l'Algérie gagne 4 buts à 1 contre la Gambie grâce à des buts de Islam Slimani (doublé), de Foued Kadir qui a marqué à la 20e seconde et de El Arbi Hillel Soudani grâce à cette victoire l'Algérie se qualifie au deuxième tour de la CAN.

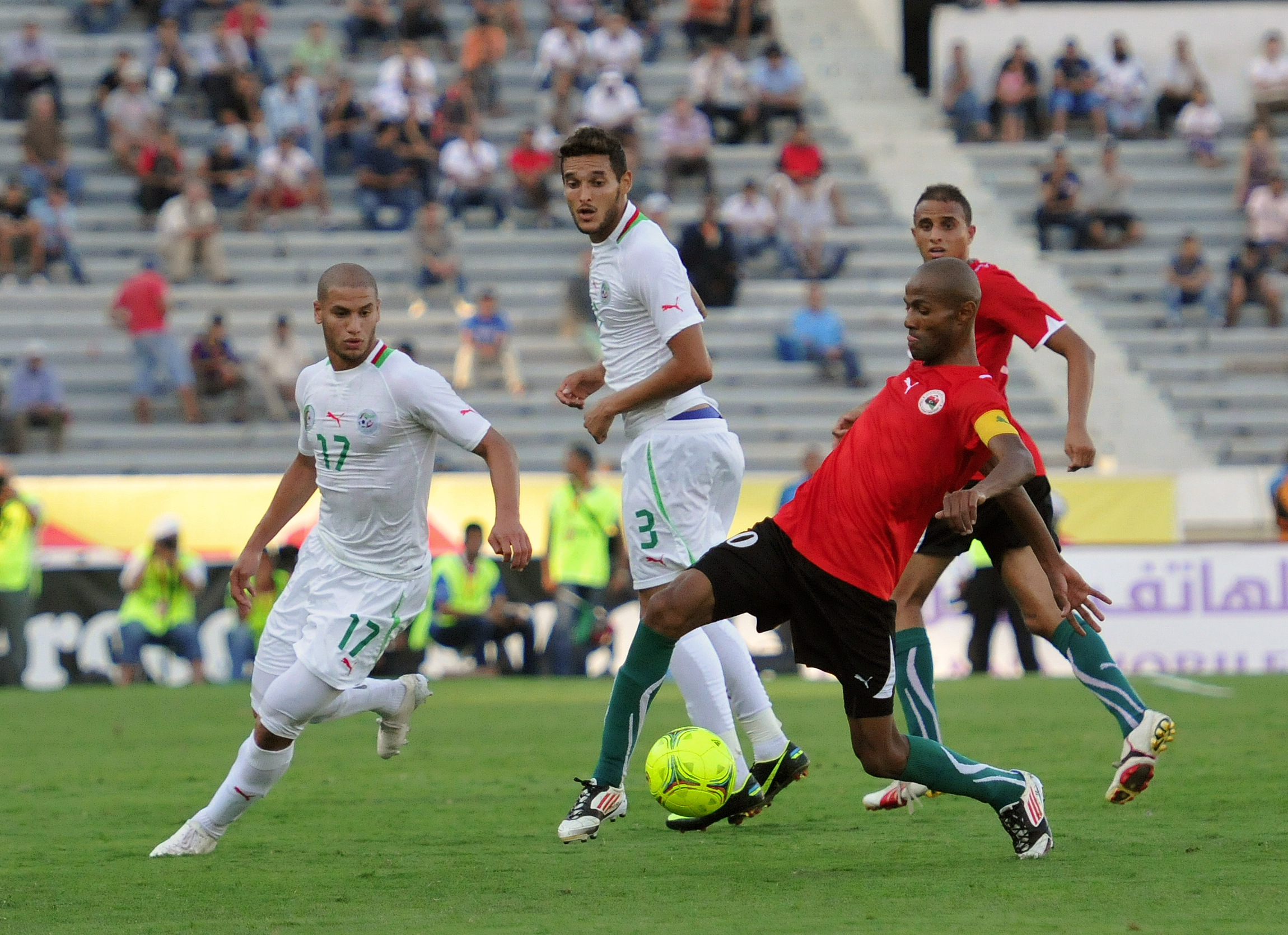
Match opposant la Libye à l'Algérie dans la ville de Casablanca au Maroc.

Le 5 juillet 2012 l'Algérie connait son adversaire pour le deuxième tour de la CAN qui se jouera en septembre et en octobre, ça sera la Libye.
Le 6 août 2012 Vahid Halilhodžić organise un stage réservé aux joueurs locaux du 22 au 31 août à Sidi Moussa, en prévision du match contre la Libye pour le compte du dernier tour des qualifications à la CAN 2013.
Les joueurs qui prendront part à ce stage sont : Azzedine Doukha, Mohamed Lamine Zemmamouche, Cédric Si Mohammed, Essaïd Belkalem, Mokhtar Benmoussa, Abderrahmane Hachoud, Farouk Chafaï, Saâd Tedjar, Islam Slimani et Mohamed Seguer.
Le 12 août 2012 la fédération libyenne annonce que le match aller du dernier tour des qualifications à la CAN 2013 se jouera au Stade Mohamed V à Casablanca au |Maroc.
Le 25 août 2012, Vahid Halilhodžić convoques 24 joueurs dont 5 réservistes pour le match de qualifications de la CAN.
Le même jour on apprend que dans la liste des joueurs convoqués se trouve deux nouveaux joueurs qui sont Ishak Belfodil et Farouk Chafaï avec dans la liste Rafik Halliche qui fait son grand retour.                                             
Le 09 septembre 2012, le match aller se déroule dans une ambiance houleuse. Les verts s'imposent dans les dernières minutes de la partie grâce à un but de El Arbi Hillel Soudani. Le match se termine par une bagarre générale provoquée par les Libyens. 
Le 22 septembre 2012, la Confédération africaine de football annonce qu'elle suspend Rafik Djebbour et deux joueurs libyens pour deux matchs à cause de la bagarre contre les deux joueurs libyens au match aller.
Le 14 octobre 2012, l'Algérie gagne 2-0 contre la Libye au match retour, grâce aux buts de El Arbi Hillel Soudani et Islam Slimani, et se qualifie à la Coupe d'Afrique des nations de football 2013. 
Le 7 novembre 2012, l'Algérie est classé 19e au classement FIFA, une première fois pour l'Algérie.
Le 14 novembre 2012, l'Algérie perd contre la Bosnie-Herzégovine 0-1.
Cette année 2012 voit les premières sélections de Sofiane Feghouli, Islam Slimani, Essaïd Belkalem, Liassine Cadamuro, Cédric Si Mohammed, Mokhtar Benmoussa, Mohamed Chalali, Ahmed Gasmi, Hamza Boulemdaïs et Moustapha Djallit.

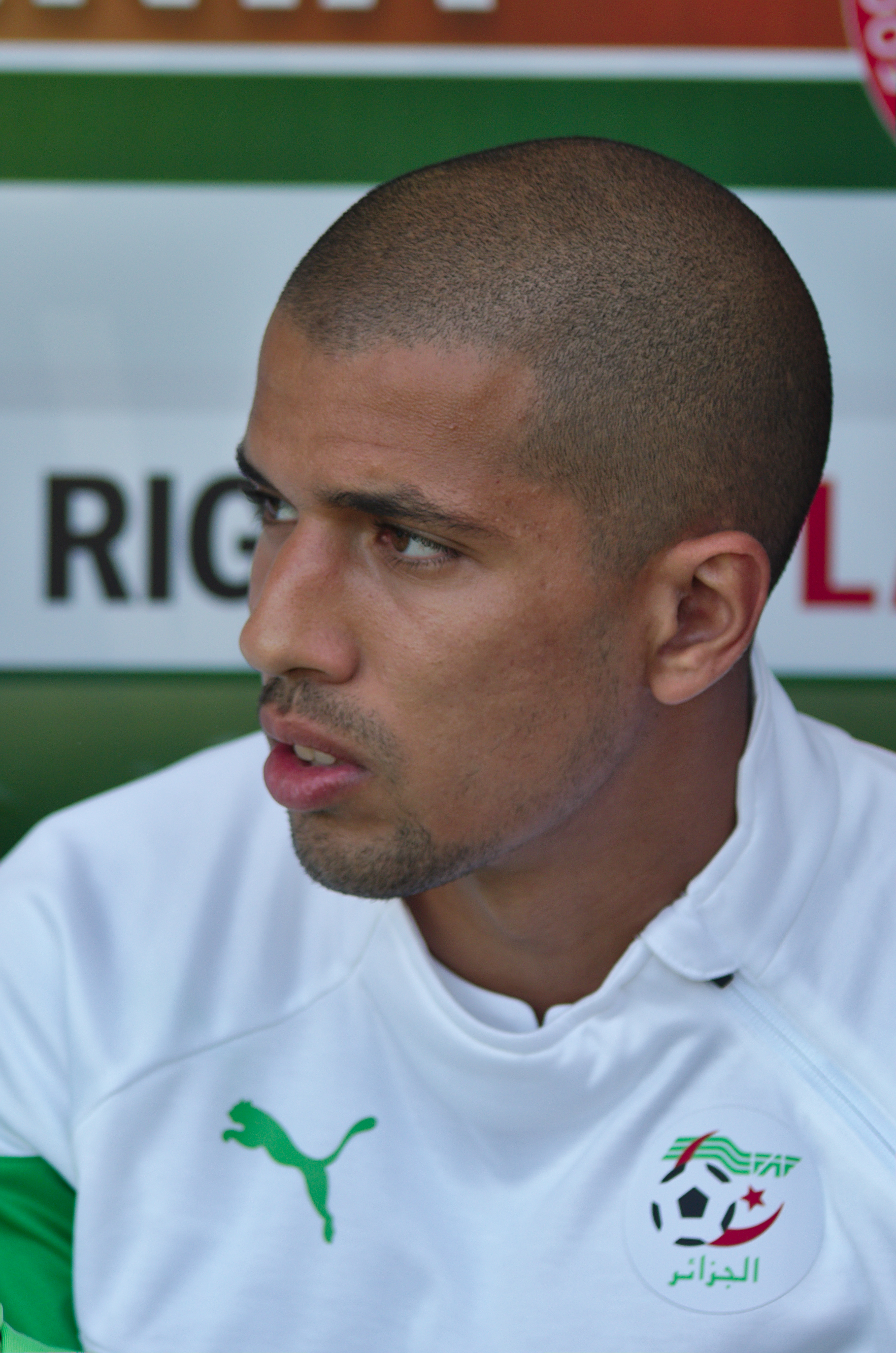
Sofiane Feghouli
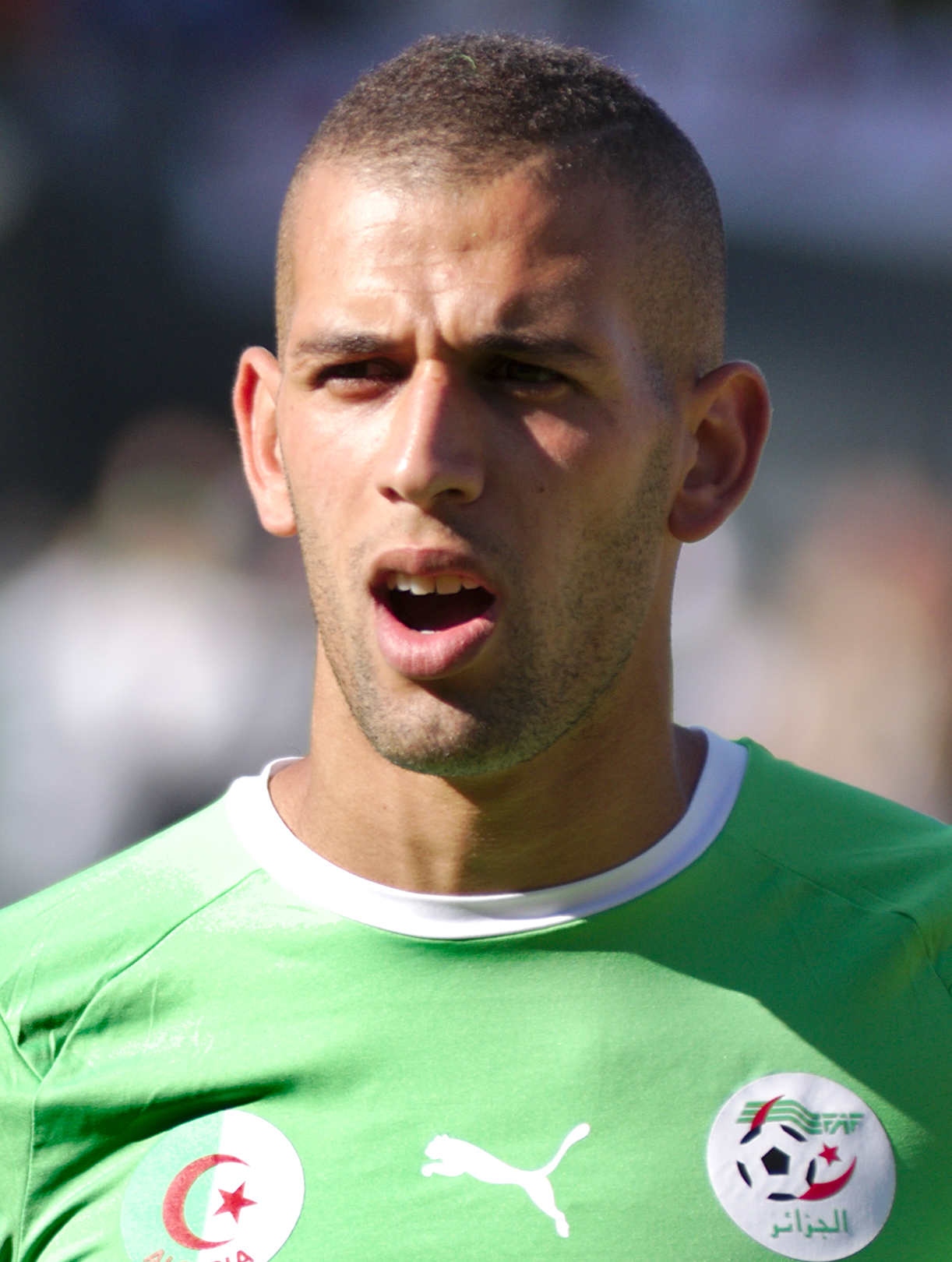
Islam Slimani
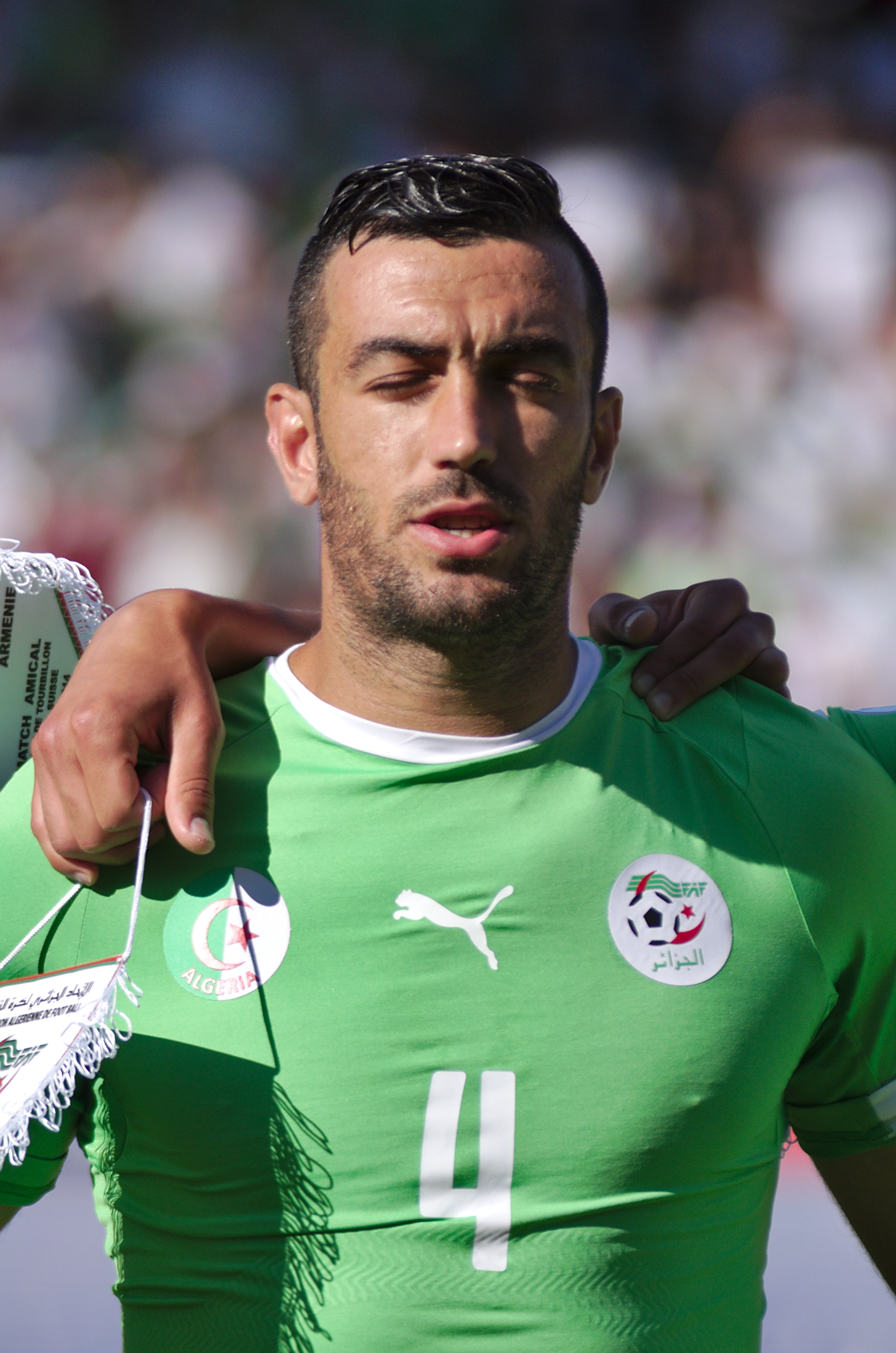
Essaïd Belkalem
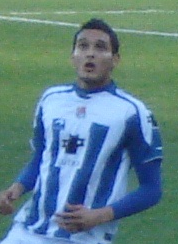
Liassine Cadamuro
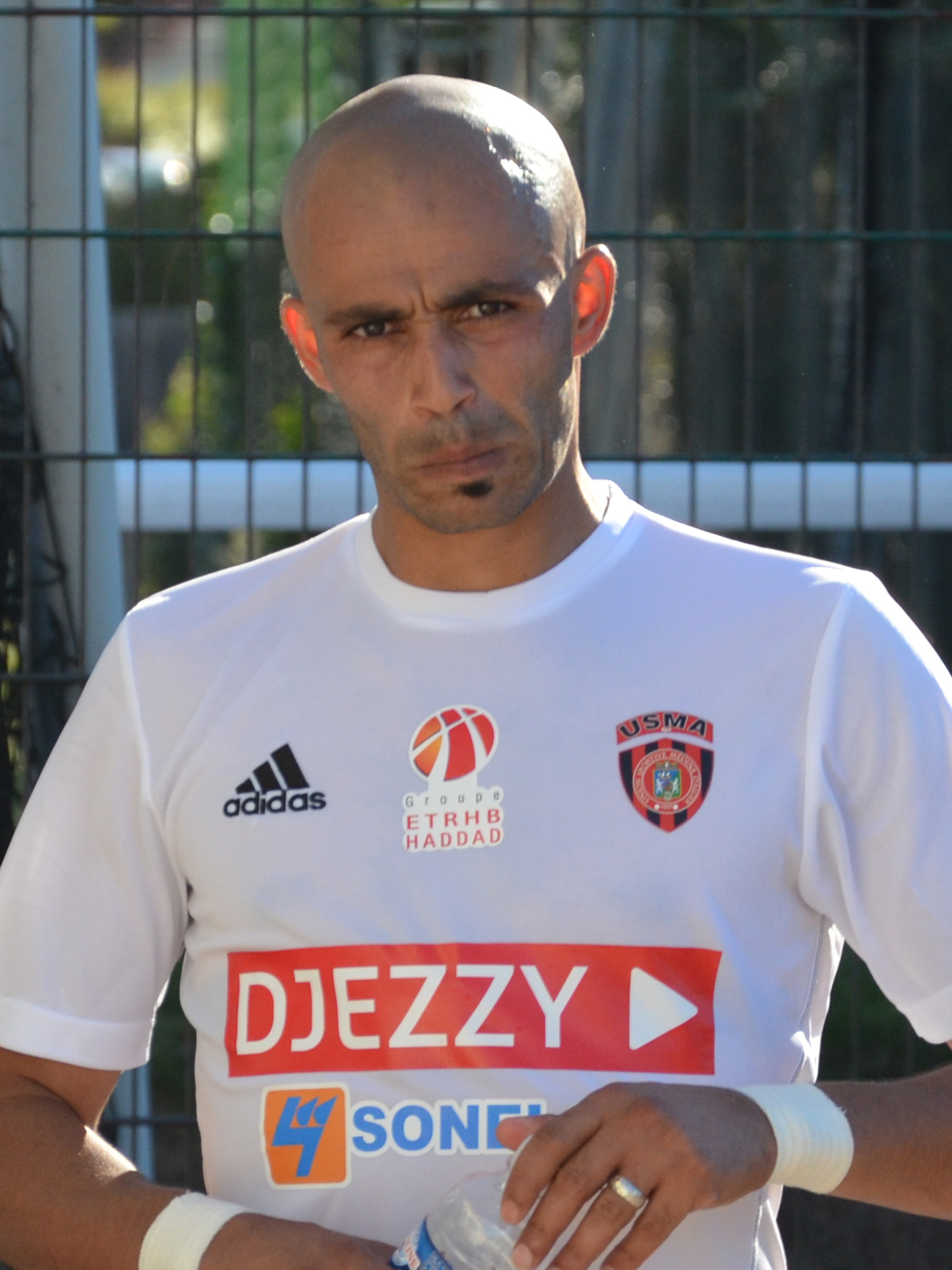
Mokhtar Benmoussa

### Classement FIFA 2012
Le tableau ci-dessous présente les coefficients mensuels de l'équipe d'Algérie publiés par la FIFA durant l'année 2012, fr.fifa.com.
| Mois | janv. | fév. | mars | avril | mai | juin | juillet | août | sept. | oct. | nov. | déc. |
| Rang | 32    | 36   | 35   | 38    | 38  | 32   | 35      | 34   | 28    | 24   | 19   | 19   |

### Classement de la CAF
Le tableau ci-dessous présente les coefficients mensuels de l'équipe D'Algérie dans la CAF publiés par la FIFA durant l'année 2012.
| Mois | janv. | fév. | mars | avril | mai | juin | juillet | août | sept. | oct. | nov. | déc. |
| Rang | 3     | 3    | 3    | 3     | 3   | 3    | 3       | 3    | 2     | 2    | 2    | 2    |

### Bilan
| Rang | Équipe  | Pts | J | G | N | P | Bp | Bc | Diff |
| ---- | ------- | --- | - | - | - | - | -- | -- | ---- |
| #    | Algérie | 18  | 8 | 6 | 0 | 2 | 17 | 5  | +12  |

## Joueurs et encadrement
| N° | Pos. | Nom                        | Date de Naissance | Sél. | Buts | Club                   |
| -- | ---- | -------------------------- | ----------------- | ---- | ---- | ---------------------- |
| 1  | GB   | Azzedine Doukha            | 5 août 1986       | 1    | 0    | USM El Harrach         |
| 16 | GB   | Cédric Si Mohammed         | 9 janvier 1985    | 1    | 0    | JSM Bejaïa             |
| 23 | GB   | Raïs M'Bolhi               | 25 avril 1986     | 16   | 0    | Krylia Sovetov Samara  |
| -  | GB   | Mohamed Lamine Zemmamouche | 19 mars 1985      | 4    | 0    | USM Alger              |
|    |      |                            |                   |      |      |                        |
| 2  | DF   | Mehdi Mostefa              | 30 août 1983      | 7    | 0    | AC Ajaccio             |
| 3  | DF   | Liassine Cadamuro          | 5 mars 1988       | 2    | 0    | Real Sociedad          |
| 4  | DF   | Essaïd Belkalem            | 1er janvier 1989  | 1    | 0    | JS Kabylie             |
| 5  | DF   | Rafik Halliche             | 2 septembre 1986  | 21   | 1    | Académica Coimbra      |
| 6  | DF   | Djamel Mesbah              | 9 octobre 1984    | 14   | 0    | AC Milan               |
| 12 | DF   | Carl Medjani               | 15 mai 1985       | 12   | 0    | AC Ajaccio             |
| 22 | DF   | Abderrahmane Hachoud       | 2 juillet 1988    | 3    | 0    | MC Alger               |
| 24 | DF   | Farouk Chafaï              | 23 juin 1990      | 0    | 0    | USM Alger              |
| 25 | DF   | Mokhtar Benmoussa          | 11 août 1986      | 1    | 0    | USM Alger              |
|    |      |                            |                   |      |      |                        |
| 7  | ML   | Ryad Boudebouz             | 19 février 1990   | 13   | 1    | FC Sochaux             |
| 8  | ML   | Medhi Lacen                | 15 avril 1984     | 17   | 0    | Getafe FC              |
| 10 | ML   | Sofiane Feghouli           | 26 décembre 1989  | 6    | 2    | Valence CF             |
| 17 | ML   | Adlène Guedioura           | 12 novembre 1985  | 15   | 1    | Nottingham Forest      |
| 18 | ML   | Khaled Lemmouchia          | 6 décembre 1981   | 22   | 0    | Club africain          |
| 20 | ML   | Abdelmoumene Djabou        | 31 janvier 1987   | 1    | 0    | Club africain          |
| 21 | ML   | Saâd Tedjar                | 14 janvier 1986   | 3    | 0    | USM Alger              |
|    |      |                            |                   |      |      |                        |
| 9  | AT   | Rafik Djebbour             | 8 mars 1984       | 29   | 5    | Olympiakos             |
| 11 | AT   | Yassine Bezzaz             | 10 juillet 1981   | 21   | 3    | CS Constantine         |
| 13 | AT   | Mohamed Amine Aoudia       | 6 juin 1987       | 3    | 0    | ES Sétif               |
| 14 | AT   | Foued Kadir                | 5 décembre 1983   | 14   | 2    | Olympique de Marseille |
| 15 | AT   | El Arbi Hillel Soudani     | 25 novembre 1987  | 8    | 6    | Vitória Guimarães      |
| 19 | AT   | Hameur Bouazza             | 22 février 1985   | 19   | 3    | Racing Santander       |

## Matchs
| Date             | Stade, Ville, Pays                        | Adversaire         | Score | Compétition | Buteurs algériens :                         | Classement Fifa |
| ---------------- | ----------------------------------------- | ------------------ | ----- | ----------- | ------------------------------------------- | --------------- |
| 29 février 2012  | Independence Stadium Bakau, Gambie        | Gambie             | 1 - 2 | QCAN 2013   | Yahia 53e, Feghouli 55e                     | 36e             |
| 26 mai 2012      | Stade Mustapha-Tchaker Blida, Algérie     | Niger              | 3 - 0 | A           | Donkwa 35e (csc), Djebbour 38e, Soudani 83e | 38e             |
| 2 juin 2012      | Stade Mustapha-Tchaker Blida, Algérie     | Rwanda             | 4 - 0 | QCDM 2014   | Feghouli 27e, Soudani 31e 82e, Slimani 82e  | 32e             |
| 10 juin 2012     | Stade du 4-Août Ouagadougou, Burkina Faso | Mali               | 2 - 1 | QCDM 2014   | Slimani 7e                                  | 32e             |
| 15 juin 2012     | Stade Mustapha-Tchaker Blida, Algérie     | Gambie             | 4 - 1 | QCAN 2013   | Kadir 1re, Slimani 6e 49e, Soudani 66e      | 32e             |
| 9 septembre 2012 | Stade Mohammed V Casablanca, Maroc        | Libye              | 0 - 1 | QCAN 2013   | Soudani 88e                                 | 28e             |
| 14 octobre 2012  | Stade Mustapha-Tchaker Blida, Algérie     | Libye              | 2 - 0 | QCAN 2013   | Soudani 5e, Slimani 7e                      | 24e             |
| 14 novembre 2012 | Stade du 5 juillet 1962 Alger, Algérie    | Bosnie-Herzégovine | 0 - 1 | A           |                                             | 19e             |

Légende: A : Match amical / QCDM 2014 : Éliminatoires de la Coupe du monde de football 2014 / QCAN 2013 : Éliminatoires de la Coupe d'Afrique des nations de football 2013

## Résultats détaillés
| QCAN 2013 Premier Tour      | Gambie     | 1 - 2   | Algérie | Independence Stadium Bakau, Gambie               |                                                  |
| 29 février 2012 17h30 UTC+0 | Cessay 21e | (1 - 0) | 56e Yahia · 58e Feghouli | Spectateurs : 35 000 Arbitrage : Koman Coulibaly | Spectateurs : 35 000 Arbitrage : Koman Coulibaly |
| 29 février 2012 17h30 UTC+0 | (Rapport)  |         | | Spectateurs : 35 000 Arbitrage : Koman Coulibaly | Spectateurs : 35 000 Arbitrage : Koman Coulibaly |
| 29 février 2012 17h30 UTC+0 |            | Équipes | 1-M'bolhi , 3-Cadamuro (5-Mostefa 77e ), 2-Bougherra, 4-Yahia , 6-Mesbah, 17-Guedioura, 8-Lacen, 13-Matmour (7-Boudebouz 82e ), 15-Feghouli, 14-Kadir, 10-Aoudia (11-Ghezzal 86e ). | Spectateurs : 35 000 Arbitrage : Koman Coulibaly | Spectateurs : 35 000 Arbitrage : Koman Coulibaly |

| Amical                  | Algérie | 3 - 0   | Niger | Stade Mustapha-Tchaker Blida, Algérie     |                                           |
| 26 mai 2012 20h30 UTC+1 | N'Gounou 33e (csc) · Djebbour 38e · Soudani 82e | (2 - 0) |       | Spectateurs : 20 000 Arbitrage : Serraïri | Spectateurs : 20 000 Arbitrage : Serraïri |
| 26 mai 2012 20h30 UTC+1 | (Rapport) |         |       | Spectateurs : 20 000 Arbitrage : Serraïri | Spectateurs : 20 000 Arbitrage : Serraïri |
| 26 mai 2012 20h30 UTC+1 | Si Mohammed , Hachoud, Bouzid, Medjani, Mesbah (Benmoussa 75e ), Guedioura (Chalali 81e ), Lacen , K. Ghilas,(Lemmouchia 55e ), Feghouli (Tedjar 46e ), Bouazza (Soudani 46e ), Djebbour (Slimani 46e ). | Équipes |       | Spectateurs : 20 000 Arbitrage : Serraïri | Spectateurs : 20 000 Arbitrage : Serraïri |

| QCDM 2014                         | Algérie | 4 - 0   | Rwanda | Stade Mustapha-Tchaker Blida, Algérie           |                                                 |
| 2 juin 2012 Journée 1 20h30 UTC+1 | Feghouli 27e · Soudani 31e 82e · Slimani 79e | (2 - 0) |        | Spectateurs : 35 000 Arbitrage : Bakary Gassama | Spectateurs : 35 000 Arbitrage : Bakary Gassama |
| 2 juin 2012 Journée 1 20h30 UTC+1 | (Rapport) |         |        | Spectateurs : 35 000 Arbitrage : Bakary Gassama | Spectateurs : 35 000 Arbitrage : Bakary Gassama |
| 2 juin 2012 Journée 1 20h30 UTC+1 | 23-M'bolhi - 22-Hachoud, 5-Bouzid, 12-Medjani, 6-Mesbah - 17-Guedioura, 8-Lacen - 7-Boudebouz (18-Lemmouchia 67e ), 10-Feghouli (14-Kadir 76e ), 15-Soudani - 9-Djebbour (13-Slimani 58e ). | Équipes |        | Spectateurs : 35 000 Arbitrage : Bakary Gassama | Spectateurs : 35 000 Arbitrage : Bakary Gassama |

| QCDM 2014 Journée 2      | Mali                    | 2 - 1   | Algérie | Stade du 4-Août Ouagadougou, Burkina Faso       |                                                 |
| 10 juin 2012 20h00 UTC+1 | N'Diaye 30e · Maïga 80e | (1 - 1) | 7e Slimani | Spectateurs : 10 000 Arbitrage : Daniel Bennett | Spectateurs : 10 000 Arbitrage : Daniel Bennett |
| 10 juin 2012 20h00 UTC+1 | (Rapport)               |         | | Spectateurs : 10 000 Arbitrage : Daniel Bennett | Spectateurs : 10 000 Arbitrage : Daniel Bennett |
| 10 juin 2012 20h00 UTC+1 |                         | Équipes | 23-M'bolhi - 5-Bouzid, 2-Bougherra , 12-Medjani, 6-Mesbah (15-Soudani 84e ) - 17-Guedioura, 8-Lacen - 14-Kadir, 10-Feghouli (9-Djebbour 88e ), 7-Boudebouz (2-Bouazza 59e ) - 13-Slimani. | Spectateurs : 10 000 Arbitrage : Daniel Bennett | Spectateurs : 10 000 Arbitrage : Daniel Bennett |

| QCAN 2013 Premier Tour   | Algérie | 4 - 1   | Gambie      | Stade Mustapha-Tchaker Blida, Algérie         |                                               |
| 15 juin 2012 20h30 UTC+1 | Kadir 1re · Slimani 6e 49e · Soudani 66e | (2 - 1) | 15e Gassama | Spectateurs : 30 000 Arbitrage : Selim Jedidi | Spectateurs : 30 000 Arbitrage : Selim Jedidi |
| 15 juin 2012 20h30 UTC+1 | (Rapport) |         |             | Spectateurs : 30 000 Arbitrage : Selim Jedidi | Spectateurs : 30 000 Arbitrage : Selim Jedidi |
| 15 juin 2012 20h30 UTC+1 | M'bolhi - Mostefa, Bougherra , Medjani, Mesbah - Guedioura, Lacen - Kadir, Feghouli (Boudebouz 78e ), Soudani (Lemmouchia 71e ) - Slimani (Djebbour 83e ). | Équipes |             | Spectateurs : 30 000 Arbitrage : Selim Jedidi | Spectateurs : 30 000 Arbitrage : Selim Jedidi |

| QCAN 2013 Deuxième Tour      | Libye     | 0 - 1   | Algérie | Stade Mohammed V Casablanca, Maroc |                           |
| 9 septembre 2012 18h00 UTC+1 |           | (0 - 0) | Soudani 88e | Arbitrage : Badara Diatta          | Arbitrage : Badara Diatta |
| 9 septembre 2012 18h00 UTC+1 | (Rapport) |         | | Arbitrage : Badara Diatta          | Arbitrage : Badara Diatta |
| 9 septembre 2012 18h00 UTC+1 |           | Équipes | 1-M'bolhi - 3-Cadamuro (18-Tedjar 46e ), 4-Belkalem, 12-Medjani, 6-Mesbah - 17-Guedioura, 2-Mostefa, 8-Lacen - 10-Feghouli, 13-Slimani (9-Djebbour 90e ), 14-Kadir (15-Soudani 78e ). | Arbitrage : Badara Diatta          | Arbitrage : Badara Diatta |

| QCAN 2013 Deuxième Tour     | Algérie | 2 - 0   | Libye | Stade Mustapha-Tchaker Blida, Algérie           |                                                 |
| 14 octobre 2012 20h30 UTC+1 | Soudani 5e · Slimani 7e | (2 - 0) |       | Spectateurs : 40 000 Arbitrage : M. Bangoura Ab | Spectateurs : 40 000 Arbitrage : M. Bangoura Ab |
| 14 octobre 2012 20h30 UTC+1 | (Rapport) |         |       | Spectateurs : 40 000 Arbitrage : M. Bangoura Ab | Spectateurs : 40 000 Arbitrage : M. Bangoura Ab |
| 14 octobre 2012 20h30 UTC+1 | 1-M'bolhi - 2-Mostefa, 12-Medjani, 4-Belkalem, 3-Cadamuro - 17-Guedioura , 18-Lemmouchia - 14-Kadir (5-Tedjar 79e ), 10-Feghouli, 15-Soudani (7-Bezzaz 90e ) - 13-Slimani. | Équipes |       | Spectateurs : 40 000 Arbitrage : M. Bangoura Ab | Spectateurs : 40 000 Arbitrage : M. Bangoura Ab |

| Amical                       | Algérie | 0 - 1   | Bosnie-Herzégovine | Stade du 5 juillet 1962 Alger, Algérie           |                                                  |
| 14 novembre 2012 18h00 UTC+0 | | (0 - 0) | Svraka 90+2e       | Spectateurs : 30 000 Arbitrage : Koman Coulibaly | Spectateurs : 30 000 Arbitrage : Koman Coulibaly |
| 14 novembre 2012 18h00 UTC+0 | (Rapport) |         |                    | Spectateurs : 30 000 Arbitrage : Koman Coulibaly | Spectateurs : 30 000 Arbitrage : Koman Coulibaly |
| 14 novembre 2012 18h00 UTC+0 | 1-Doukha -2-Mostefa, 4-Belkalem, 12-Medjani, 6-Benmoussa - 17-Guedioura (21-Gasmi, 83e ), 8-Lacen (18-Lemmouchia, 69e ) - 10-Feghouli (20-Tedjar, 46e ), 7-Boudebouz (19-Djallit, 46e ), 14-Kadir (11-Bouazza, 71e ) - 13-Aoudia (9-Boulemdais, 63e ). | Équipes |                    | Spectateurs : 30 000 Arbitrage : Koman Coulibaly | Spectateurs : 30 000 Arbitrage : Koman Coulibaly |

## Statistiques

### Temps de jeu des joueurs
| Joueurs                                    |                 |                 |                 |                 |                 |                 |                 |                 |                 |                 |                 |                 |                 |                 |                 |                 |                 |                 |
| Gardiens de but                            | Gardiens de but | Gardiens de but | Gardiens de but | Gardiens de but | Gardiens de but | Gardiens de but | Gardiens de but | Gardiens de but | Gardiens de but | Gardiens de but | Gardiens de but | Gardiens de but | Gardiens de but | Gardiens de but | Gardiens de but | Gardiens de but | Gardiens de but | Gardiens de but |
| ------------------------------------------ | --------------- | --------------- | --------------- | --------------- | --------------- | --------------- | --------------- | --------------- | --------------- | --------------- | --------------- | --------------- | --------------- | --------------- | --------------- | --------------- | --------------- | --------------- |
| Raïs M'Bolhi (CSKA Sofia)                  | 90              |                 | 90              | 90              | 90              | 90              | 90              |                 |                 |                 |                 |                 |                 |                 |                 |                 |                 |                 |
| Azzedine Doukha (USM El Harrach)           |                 |                 |                 |                 |                 |                 |                 | 90              |                 |                 |                 |                 |                 |                 |                 |                 |                 |                 |
| Cédric Si Mohammed (JSM Béjaïa)            |                 | 90              |                 |                 |                 |                 |                 |                 |                 |                 |                 |                 |                 |                 |                 |                 |                 |                 |
| Défenseurs                                 |                 |                 |                 |                 |                 |                 |                 |                 |                 |                 |                 |                 |                 |                 |                 |                 |                 |                 |
| Madjid Bougherra (Lekhwiya)                | 90              |                 |                 | 90              | 90              |                 |                 |                 |                 |                 |                 |                 |                 |                 |                 |                 |                 |                 |
| Anthar Yahia (FC Kaiserslautern)           | 90              |                 |                 |                 |                 |                 |                 |                 |                 |                 |                 |                 |                 |                 |                 |                 |                 |                 |
| Ismaël Bouzid (Baniyas SC)                 |                 |                 | 90              | 90              |                 |                 |                 |                 |                 |                 |                 |                 |                 |                 |                 |                 |                 |                 |
| Carl Medjani (AC Ajaccio)                  |                 | 90              | 90              | 90              | 90              | 90              | 90              | 90              |                 |                 |                 |                 |                 |                 |                 |                 |                 |                 |
| Mehdi Mostefa (AC Ajaccio)                 | 13              |                 |                 |                 | 90              | 90              | 90              | 90              |                 |                 |                 |                 |                 |                 |                 |                 |                 |                 |
| Djamel Mesbah (AC Milan)                   | 90              | 75              | 90              | 84              | 90              | 90              |                 |                 |                 |                 |                 |                 |                 |                 |                 |                 |                 |                 |
| Liassine Cadamuro (Real Sociedad)          | 77              |                 |                 |                 |                 | 46              | 90              |                 |                 |                 |                 |                 |                 |                 |                 |                 |                 |                 |
| Essaïd Belkalem (JS Kabylie)               |                 |                 |                 |                 |                 | 90              | 90              | 90              |                 |                 |                 |                 |                 |                 |                 |                 |                 |                 |
| Abderrahmane Hachoud (ES Sétif)            |                 | 90              | 90              |                 |                 |                 |                 |                 |                 |                 |                 |                 |                 |                 |                 |                 |                 |                 |
| Mokhtar Benmoussa (ES Sétif)               |                 | 15              |                 |                 |                 |                 |                 | 90              |                 |                 |                 |                 |                 |                 |                 |                 |                 |                 |
| Milieux de terrain                         |                 |                 |                 |                 |                 |                 |                 |                 |                 |                 |                 |                 |                 |                 |                 |                 |                 |                 |
| Ryad Boudebouz (FC Sochaux)                | 8               |                 | 67              | 59              | 12              |                 |                 | 46              |                 |                 |                 |                 |                 |                 |                 |                 |                 |                 |
| Medhi Lacen (Getafe CF)                    | 90              | 90              | 90              | 90              | 90              | 90              |                 | 69              |                 |                 |                 |                 |                 |                 |                 |                 |                 |                 |
| Adlène Guedioura (Nottingham Forest)       | 90              | 81              | 90              | 90              | 90              | 90              | 90              | 83              |                 |                 |                 |                 |                 |                 |                 |                 |                 |                 |
| Sofiane Feghouli (Valence CF)              | 90              | 46              | 76              | 88              | 78              | 90              | 90              | 46              |                 |                 |                 |                 |                 |                 |                 |                 |                 |                 |
| Khaled Lemmouchia (USM Alger)              |                 | 35              | 23              |                 | 19              |                 | 90              | 21              |                 |                 |                 |                 |                 |                 |                 |                 |                 |                 |
| Karim Matmour (Eintracht Francfort)        | 82              |                 |                 |                 |                 |                 |                 |                 |                 |                 |                 |                 |                 |                 |                 |                 |                 |                 |
| Saâd Tedjar (JS Kabylie)                   |                 | 44              |                 |                 |                 | 44              | 11              | 44              |                 |                 |                 |                 |                 |                 |                 |                 |                 |                 |
| Yassine Bezzaz (CS Constantine)            |                 |                 |                 |                 |                 |                 | 0               |                 |                 |                 |                 |                 |                 |                 |                 |                 |                 |                 |
| Attaquants                                 |                 |                 |                 |                 |                 |                 |                 |                 |                 |                 |                 |                 |                 |                 |                 |                 |                 |                 |
| Hameur Bouazza (Millwall FC)               |                 | 46              |                 | 31              |                 |                 |                 | 19              |                 |                 |                 |                 |                 |                 |                 |                 |                 |                 |
| Foued Kadir (Valenciennes FC)              | 90              |                 | 14              | 90              | 90              | 78              | 79              | 71              |                 |                 |                 |                 |                 |                 |                 |                 |                 |                 |
| Mohamed Chalali (Aberdeen FC)              |                 | 9               |                 |                 |                 |                 |                 |                 |                 |                 |                 |                 |                 |                 |                 |                 |                 |                 |
| Mohamed Amine Aoudia (ES Sétif)            | 86              |                 |                 |                 |                 |                 |                 | 63              |                 |                 |                 |                 |                 |                 |                 |                 |                 |                 |
| Abdelkader Ghezzal (Levante UD)            | 4               |                 |                 |                 |                 |                 |                 |                 |                 |                 |                 |                 |                 |                 |                 |                 |                 |                 |
| Rafik Djebbour (Olympiakos)                |                 | 46              | 58              | 2               | 7               | 0               | sus.            | sus.            |                 |                 |                 |                 |                 |                 |                 |                 |                 |                 |
| Kamel Ghilas (Stade de Reims)              |                 | 55              |                 |                 |                 |                 |                 |                 |                 |                 |                 |                 |                 |                 |                 |                 |                 |                 |
| El Arbi Hillel Soudani (Vitoria Guimarães) |                 | 44              | 90              | 6               | 71              | 12              | 90              |                 |                 |                 |                 |                 |                 |                 |                 |                 |                 |                 |
| Islam Slimani (CR Belouizdad)              |                 | 44              | 32              | 90              | 83              | 90              | 90              |                 |                 |                 |                 |                 |                 |                 |                 |                 |                 |                 |
| Ahmed Gasmi (USM Alger)                    |                 |                 |                 |                 |                 |                 |                 | 7               |                 |                 |                 |                 |                 |                 |                 |                 |                 |                 |
| Hamza Boulemdaïs (CS Constantine)          |                 |                 |                 |                 |                 |                 |                 | 27              |                 |                 |                 |                 |                 |                 |                 |                 |                 |                 |
| Moustapha Djallit (MC Alger)               |                 |                 |                 |                 |                 |                 |                 | 44              |                 |                 |                 |                 |                 |                 |                 |                 |                 |                 |

- Les nombres présents dans chaque case de la matrice représentent le nombre de minutes jouées par le joueur lors de ce match (0 signifie que le joueur est entré pendant le temps additionnel).

### Buteurs
6 buts       
- El Arbi Hillel Soudani ( Niger) ( Rwanda × 2) ( Gambie) ( Libye) ( Libye)

5 buts      
- Islam Slimani ( Rwanda) ( Mali) ( Gambie × 2) ( Libye)

2 buts   
- Sofiane Feghouli ( Gambie) ( Rwanda)

1 but  
- Anthar Yahia ( Gambie)
- Rafik Djebbour ( Niger)
- Foued Kadir ( Gambie)

Contre son camp  (csc)
- Kofi Donkwa

### Passeurs décisifs
3 passes 
- El Arbi Hillel Soudani
  -  Gambie : à Islam Slimani
  -  Libye : à Islam Slimani

2 passes 
- Abderrahmane Hachoud
  -  Niger : à Rafik Djebbour
  -  Rwanda : à El Arbi Hillel Soudani
- Foued Kadir
  -  Gambie : à Anthar Yahia
  -  Rwanda : à El Arbi Hillel Soudani

1 passe 
- Adlène Guedioura
  -  Rwanda : à Islam Slimani
- Ryad Boudebouz
  -  Rwanda : à Sofiane Feghouli
- Mohamed Chalali
  -  Niger : à El Arbi Hillel Soudani
- Mehdi Mostefa
  -  Gambie : à El Arbi Hillel Soudani
- Carl Medjani
  -  Libye : à El Arbi Hillel Soudani

## Maillot
L'équipe d'Algérie porte en 2012 un maillot confectionné par l'équipementier Puma.
| Couleurs | Blanc et vert |             |           |           |           |
| Marque   | Puma          |             |           |           |           |
| Domicile | Extérieur     | Extérieur 2 | Gardien 1 | Gardien 2 | Gardien 3 |